# Schariya (Sängersklavin)
Schariya (arabisch شارِية, DMG Schāriya; geb. ca. 815 in Basra; gest. ca. 870) war eine Sängersklavin im Abbasiden-Kalifat.

## Leben
Schariya war eine Muwallada – von gemischter ethnischer Herkunft – aus Basra. Über ihr frühes Leben existieren verschiedene Erzählungen.
- Einer Erzählung nach war ihr Vater ein Mann vom Stamm der Banu Sama Ibn Lu'ai und ihre Mutter eine Sklavin. Da er sie nicht als sein leibliches Kind anerkannte, wurde sie in die Sklaverei hineingeboren, bei einer Anerkennung der Vaterschaft wäre sie nach dem islamischen Umm al-Walad-Prinzip frei geboren worden.

Schariya scheint die uneheliche Tochter eines Quraischi gewesen zu sein und wurde von einer Frau, die behauptete, ihre Mutter zu sein, als Sklavin an den Abbasidenprinzen Ibrahim ibn al-Mahdi (gest. 839) verkauft, den Sohn des dritten Abbasidenkalifen al-Mahdi (reg. 775–785) und Halbbruder des fünften Kalifen Harun al-Rashid (reg. 786–809) und der Dichterin und Prinzessin Ulaiya bint al-Mahdi. Später gab es Streitigkeiten über den Verkauf, da Schariyas angebliche Mutter zu behaupten versuchte, sie sei frei geboren worden, um vom Erfolg ihrer Tochter zu profitieren. Ibrahim behielt Schariya jedoch als Sklavin in seinem Besitz, bis sie entweder während der Herrschaftszeit von al-Muʿtaṣim (reg. 833–842) oder al-Wathiq (842–847) aus der Sklaverei entlassen wurde. Ihren größten Erfolg hatte sie am Hof von al-Wathiq.
Das wichtigste Zeugnis von Schariyas Poesie und Kunstfertigkeit ist ein Bericht über einen musikalischen Wettstreit zwischen ihr und ihrer älteren Rivalin Arīb al-Ma'mūnīya (und ihren jeweiligen Sängerinnen) in Samarra, der in Abū 'l-Faraj al-Iṣfahānīs Kitāb al-Aghānī überliefert ist. Es fand wahrscheinlich während der Herrschaft von al-Mutawakkil (reg. 847–861) statt. Die Beschreibung ist auch ein wichtiges Zeugnis für die Aktivitäten von Musikerinnen im höfischen Leben der Abbasiden. Dem Bericht zufolge waren „zu jener Zeit die kultivierten und wohlerzogenen Menschen in zwei Gemeinschaften geteilt - die eine unterstützte ‚Arīb (‘Arībiyya) und die andere Schariya (Schārawiya)“. Während ihre Rivalin Arib al-Mamuniyya als Hauptvertreterin der konservativem, klassischen arabischen Musikschule galt, war Schariya eine Exponentin der persisch-beeinflussten modernistisch-romantischen Schule.

## Rezeption
Eine der zentralen Quellen über das Leben von Schariya ist Abū ’l-Faraj al-Iṣfahānī (897–967) Hauptwerk Kitāb al-Aghānī.
Der Orientalist Michael Stiegelbauer beschreibt Schariya als die – neben Arib al-Mamuniyya – bedeutendste Sängersklavin am Hofe des Kalifen al-Mutawakkil.

### Arabische Primärquellen
- Abū l-Faradsch al-Isfahānī (897–967): Kitāb al-Aghānī (Das Buch der Lieder)

### Sekundärliteratur
- Fuad Matthew Caswell: The Slave Girls of Baghdad. I.B. Tauris, London 2011.
- Michael Stigelbauer: Die Sängerinnen am Abbasidenhof um die Zeit des Kalifen Al-Mutawakkil : nach dem Kitāb al-Aġānī des Abu-l-Farağ al Iṣbahānī und anderen Quellen dargestellt. VWGÖ, Wien 1975.